# Paragaleodes nesterovi
Paragaleodes nesterovi är en spindeldjursart som beskrevs av J. Birula 1916. Paragaleodes nesterovi ingår i släktet Paragaleodes och familjen Galeodidae. Inga underarter finns listade i Catalogue of Life.